# Mohamed Tawfik
Mohamed al Sayed Tawfik (àrab: محمد توفيق, Muḥammad Tawfīq) (el Caire, 1983) és un autor de còmics i il·lustrador egipci.
En actiu des del 1997, Tawfik treballa per al Basim Studio d'Egipte des del 2006. Ha publicat tres creacions a la revista Basem i ha treballat en animació en tres dimensions, així com il·lustrant llibres infantils. El 2011 va ser un dels fundadors de Tok Tok, revista autopublicada de còmics satírics dirigida a adults. El seu estil està influït pel còmic francobelga.